# Milko Campus
Milko Campus (Oristano, 2 aprile 1969) è un ex lunghista italiano.

## Carriera
Atleta particolarmente longevo, ha vinto sette titoli italiani nel corso di 17 anni (dal 1988 al 2005) Il suo record personale di 8,13 m costituisce la 10ª prestazione italiana di tutti i tempi. Oggi è allenatore federale, Il suo atleta ha vinto la medaglia di bronzo nelle olimpiadi di Parigi nella specialità di penthatlon moderno( Giorgio Malan)

## Palmarès
| Anno | Manifestazione    | Sede       | Evento         | Risultato | Misura | Note |
| ---- | ----------------- | ---------- | -------------- | --------- | ------ | ---- |
| 1987 | Europei juniores  | Birmingham | Salto in lungo | 11°       | 7,35 m |      |
| 1988 | Mondiali juniores | Sudbury    | Salto in lungo | 9°        | 7,34 m |      |
| 1990 | Europei           | Spalato    | Salto in lungo | 9° (q)    | 7,57 m |      |

## Campionati nazionali
- 4 volte campione nazionale nel salto in lungo (1988/1989, 1994/1995)
- 2 volte campione nazionale indoor nel salto in lungo (1996, 2005)

1988
- Oro ai Campionati italiani assoluti, salto in lungo - 7,53 m

1989
- Oro ai Campionati italiani assoluti, salto in lungo - 7,73 m

## Altre competizioni internazionali
- Campione del mondo militare e medaglia d'oro nella staffetta 4×100 ai primi giochi olimpici militari.[quando?][senza fonte]

1990
- Bronzo al Cagliari Meeting Terra Sarda ( Cagliari) - 8,06 m
- 4º al Meeting Internazionale del Sestriere ( Sestriere) - 8,08 m

1991
- 6º al Golden Gala Pietro Mennea ( Roma) - 7,80 m

1993
- 4º al Golden Gala Pietro Mennea ( Roma) - 7,68 m
- Oro al Rieti Meeting ( Rieti) - 7,88 m